# Адриан Охридски
Вижте пояснителната страница за други личности с името Адриан.
Адриан (на гръцки: Αδριανός) е византийски духовник, архиепископ на Охридската архиепископия около 1170 – 1183 година.

## Биография
Сведенията за Адриан са оскъдни, като дори името му не е установено със сигурност. Единственото сведение за него е, че през 1183 година дава разрешение на император Алексий II Комнин да сключи брак, забранен му преди това от константинополския патриарх Теодосий I Ворадиот. Един гръцки ръкопис в бибиотеката на манастира Ватопед съдържа неиздадено засега слово (λόγος) на Андриан Комнин, архиепископ на България.